# Штернов, Владимир Андреевич
Владимир Андреевич Штернов (англ. Vladimir A. Shternov; 27 августа (9 сентября) 1887, село Хохлома Семеновского уезда — 24 июня 1958, Нью-Йорк) — русский и американский бактериолог, преподаватель-биолог Нижегородского государственного университета.
Окончил Нижегородскую духовную семинарию (1908). Обучался в Варшавском университете на естественном отделении физико-математического факультета (1908-1913), кандидат естественных наук.  Дипломная работа «Анатомические исследования над прививками у Pirus communis». Ассистент у М.С. Цвета в Варшавском политехническом институте. Работал над вопросом об образовании антоциана в искусственных условиях, по микробиологии, а также вел практические занятия по этому предмету со студентами. В начале 1915 г. занимался бактериологическим анализом на брюшной тиф и холеру. В мае месяце того же года работал в центральной бактериологической лаборатории Красного Креста в Варшаве под руководством профессора В. И. Недригайлова, а затем был назначен на должность заведующего бактериологической лабораторией №1 Красного Креста. В 1916 г. — начальник специального противоэпидемический поезда, куда входила бактериологическая лаборатория, дезинфекционный отряд и баня с приспособлениями для дезинсекции. В июле 1916 года отозван в Варшавский политехнический институт, эвакуированный в Нижний Новгород. Принимал участие в организации ботанического кабинета. В 1917 г. читал курс общей ботаники в высшей школе Нижегородского народного университета и курс морфологии и систематики низших растений на Высших сельскохозяйственных курсах. С 1918 г. — преподаватель микробиологии в Нижегородском университете до ноября 1923 г.  В ноябре 1923 года уехал заграницу. Там работал в научно-исследовательской лаборатории Lehn and Fink Products Company г. Блумфилда, штат Нью-Джерси и изучал бактерицидное действие О-галогенпроизводных фенола и резорцина, а также влияние на них органического вещества.

## Личная жизнь
Жена — зубной врач Тота Штернова.